# 아들의 심판
"아들의 심판"은 1960년 공개된 대한민국의 영화이다.

## 배역
- 최무룡
- 조미령
- 김승호
- 석금성